# CEV Champions League 2023/2024 (herrar)
CEV Champions League 2023–2024 var den 65:e upplagan av tävlingen, som är den mest prestigefyllda klubbtävlingen i volley för herrar i Europa. Den spelades 24 oktober 2023 och 5 maj 2024. I turneringen deltog 31 klubblag från CEV:s medlemsförbund. Trentino Volley vann tävlingen för angra gången genom att besegra KS Jastrzębski Węgiel i finalen.. Francisco de Souza var främst poängvinnare med 214 bollpoäng medan Alessandro Michieletto utsågs till mest värdefulla spelare.

## Regelverk
Turneringen bestod av kval, gruppspel och slutspel. Förutom finalen bestod varje möte mellan lag av två matcher. Matchpoäng fördelas enligt: 3 poäng för vinst med 3–0 eller 3–1 i set, 2 poäng för vinst 3–2, 1 poäng för förlust 2–3 loss och 0 poäng för förlust 1-3 eller 0-3 i set).
Tävlingen började med kval i vilket 14 av de 31 kvalificerade lagen deltog. Det skedde genom gruppspel med tre eller fyra lag i varje grupp. Alla matcher i respektive grupp spelades på samma plats och alla lag mötte alla andra lag i gruppen en gång. De två första lagen gick vidare till en andra kvalomgång, medan övriga lag gick vidare till CEV Cup. Den andra kvalomgången följde samma format som den första kvalomgången (med gruppspel), med skillnaden att de två främsta lagen kvalificerade sig för huvudturneringen.
Huvudturneringen började, som kvalomgångarna, med gruppspel i grupper om fyra lag. I gruppspelet mötte alla lag alla två gånger. Ettorna gick direkt vidare till kvartsfinal medan tvåorna och den bästa trea gick vidare till åttondelsfinal. Övriga treor fick fortsätta spel i CEV Cup. Placering i gruppen bestämdes av antalet vunna matcher. Om två eller flera lag hade vunnit lika många matcher bestämdes deras inbördes rangordning av:
- Antal vunna matcher/
- Antalet poäng
- Setkvot (antalet vunna set delat med antalet förlorade set);
- Bollpoängskvot (antalet vunna bollar delat med antalet förlorade bollar);
- Inbördes matcher.

Slutspelet bestod av kvartsfinaler, semifinaler och final. Finalen bestod av en match på en neutral arena, medan övriga matcher genomfördes med ett dubbelmöte (hemma/borta).

## Deltagande lag
| - Hypo Tirol Volleyballteam - VC Maaseik - Volleyteam Roeselare - OK Radnik - VB Neftochimik 2010 - HAOK Mladost - Vammalan LP - Tours VB | - Berlin Recycling Volleys - SVG Lüneburg - Olympiakos SFP - AS Volley Lube - Trentino Volley - You Energy Volley - VK Strumica - OK Budva | - SV Dynamo - Asseco Resovia - ZAKSA Kędzierzyn-Koźle - KS Jastrzębski Węgiel - SL Benfica - VK České Budějovice - VK Lvi Praha - CS Arcada Galați | - OK Partizan - OK ACH Volley - CV Guaguas - Halkbank SK - Ziraat Bankası SK - SK Prometej - Volleyball Kaposvár |

## Turneringen

### Kval

#### Första omgången

##### Grupp I

###### Resultat
| 27 oktober 2023 Palazzetto dello Sport Mladost, Burgas Speltid: 1:48 - Åskådare: 100 | OK Budva            | 1 - 3 | Volleyball Kaposvár | 18-25, 28-26, 18-25, 14-25 |
| 27 oktober 2023 Palazzetto dello Sport Mladost, Burgas Speltid: 1:08 - Åskådare: 400 | VB Neftochimik 2010 | 3 - 0 | VK Strumica         | 25-13, 25-11, 25-15        |
| 28 oktober 2023 Palazzetto dello Sport Mladost, Burgas Speltid: 1:07 - Åskådare: 50  | OK Budva            | 3 - 0 | VK Strumica         | 25-15, 25-16, 25-16        |
| 28 oktober 2023 Palazzetto dello Sport Mladost, Burgas Speltid: 1:19 - Åskådare: 400 | Volleyball Kaposvár | 0 - 3 | VB Neftochimik 2010 | 25-27, 19-25, 23-25        |
| 29 oktober 2023 Palazzetto dello Sport Mladost, Burgas Speltid: 1:02 - Åskådare: 50  | VK Strumica         | 0 - 3 | Volleyball Kaposvár | 20-25, 15-25, 18-25        |
| 29 oktober 2023 Palazzetto dello Sport Mladost, Burgas Speltid: 1:23 - Åskådare: 500 | VB Neftochimik 2010 | 0 - 3 | OK Budva            | 20-25, 24-26, 15-25        |

###### Sluttabell
| Pos. | Lag                 | Pt | G | V | P | VS | FS | Kvot  | VP  | FP  | Kvot  |
| ---- | ------------------- | -- | - | - | - | -- | -- | ----- | --- | --- | ----- |
| 1.   | OK Budva            | 6  | 3 | 2 | 1 | 7  | 3  | 2,333 | 229 | 207 | 1,106 |
| 2.   | VB Neftochimik 2010 | 6  | 3 | 2 | 1 | 6  | 3  | 2,000 | 211 | 182 | 1,159 |
| 3.   | Volleyball Kaposvár | 6  | 3 | 2 | 1 | 6  | 4  | 1,500 | 243 | 208 | 1,168 |
| 4.   | VK Strumica         | 0  | 3 | 0 | 3 | 0  | 9  | 0,000 | 139 | 225 | 0,618 |

      Kvalificerade för huvudturneringen.
      Kvalificerade för sextondelsfinal i CEV Cup.

##### Grupp II

###### Resultat
| 24 oktober 2023 Hala Aleksandar Nikolić, Belgrad Speltid: 1:17 - Åskådare: 550 | OK Radnik      | 0 - 3 | OK Partizan    | 15-25, 20-25, 25-27        |
| 25 oktober 2023 Hala Aleksandar Nikolić, Belgrad Speltid: 1:35 - Åskådare: 102 | Olympiakos SFP | 3 - 1 | OK Radnik      | 25-10, 25-18, 18-25, 25-21 |
| 26 oktober 2023 Hala Aleksandar Nikolić, Belgrad Speltid: 1:39 - Åskådare: 460 | OK Partizan    | 1 - 3 | Olympiakos SFP | 22-25, 25-20, 19-25, 16-25 |

###### Sluttabell
| Pos. | Lag            | Pt | G | V | P | VS | FS | Kvot  | VP  | FP  | Kvot  |
| ---- | -------------- | -- | - | - | - | -- | -- | ----- | --- | --- | ----- |
| 1.   | Olympiakos SFP | 6  | 2 | 2 | 0 | 6  | 2  | 3,000 | 188 | 156 | 1,205 |
| 2.   | OK Partizan    | 3  | 2 | 1 | 1 | 4  | 3  | 1,333 | 159 | 155 | 1,026 |
| 3.   | OK Radnik      | 0  | 2 | 0 | 2 | 1  | 6  | 0,167 | 134 | 170 | 0,788 |

      Kvalificerade för huvudturneringen.
      Kvalificerade för sextondelsfinal i CEV Cup.

##### Grupp III

###### Resultat
| 27 oktober 2023 Universitäts-Sportinstitut, Innsbruck Speltid: 1:17 - Åskådare: 318   | Vammalan LP               | 3 - 0 | SV Dynamo                 | 25-19, 30-28, 25-22               |
| 27 oktober 2023 Universitäts-Sportinstitut, Innsbruck Speltid: 1:54 - Åskådare: 750   | Hypo Tirol Volleyballteam | 1 - 3 | SK Prometej               | 23-25, 32-30, 23-25, 22-25        |
| 28 oktober 2023 Universitäts-Sportinstitut, Innsbruck Speltid: 1:58 - Åskådare: 150   | Vammalan LP               | 2 - 3 | SK Prometej               | 25-19, 25-21, 27-29, 20-25, 13-15 |
| 28 oktober 2023 Universitäts-Sportinstitut, Innsbruck Speltid: 1:51 - Åskådare: 1 050 | SV Dynamo                 | 1 - 3 | Hypo Tirol Volleyballteam | 25-23, 36-38, 23-25, 19-25        |
| 29 oktober 2023 Universitäts-Sportinstitut, Innsbruck Speltid: 1:44 - Åskådare: 190   | SK Prometej               | 3 - 2 | SV Dynamo                 | 25-22, 13-25, 21-25, 25-18, 15-11 |
| 29 oktober 2023 Universitäts-Sportinstitut, Innsbruck Speltid: 1:07 - Åskådare: 1 100 | Hypo Tirol Volleyballteam | 3 - 0 | Vammalan LP               | 25-15, 25-19, 25-22               |

###### Sluttabell
| Pos. | Lag                       | Pt | G | V | P | VS | FS | Kvot  | VP  | FP  | Kvot  |
| ---- | ------------------------- | -- | - | - | - | -- | -- | ----- | --- | --- | ----- |
| 1.   | SK Prometej               | 7  | 3 | 3 | 0 | 9  | 5  | 1,800 | 313 | 311 | 1,006 |
| 2.   | Hypo Tirol Volleyballteam | 6  | 3 | 2 | 1 | 7  | 4  | 1,750 | 286 | 264 | 1,083 |
| 3.   | Vammalan LP               | 4  | 3 | 1 | 2 | 5  | 6  | 0,833 | 246 | 253 | 0,972 |
| 4.   | SV Dynamo                 | 1  | 3 | 0 | 3 | 3  | 9  | 0,333 | 273 | 290 | 0,941 |

      Kvalificerade för huvudturneringen.
      Kvalificerade för sextondelsfinal i CEV Cup.

##### Grupp IV

###### Resultat
| 24 oktober 2023 Centro Insular de Deportes, Las Palmas Speltid: 1:22 - Åskådare: 900 | CS Arcada Galați | 0 - 3 | CV Guaguas       | 22-25, 21-25, 22-25       |
| 25 oktober 2023 Centro Insular de Deportes, Las Palmas Speltid: 1:32 - Åskådare: 100 | HAOK Mladost     | 1 - 3 | CS Arcada Galați | 17-25, 23-25, 25-17, 9-25 |
| 26 oktober 2023 Centro Insular de Deportes, Las Palmas Speltid: 1:03 - Åskådare: 750 | CV Guaguas       | 3 - 0 | HAOK Mladost     | 25-8, 25-14, 25-18        |

###### Sluttabell
| Pos. | Lag              | Pt | G | V | P | VS | FS | Kvot  | VP  | FP  | Kvot  |
| ---- | ---------------- | -- | - | - | - | -- | -- | ----- | --- | --- | ----- |
| 1.   | CV Guaguas       | 6  | 2 | 2 | 0 | 6  | 0  | MAX   | 150 | 105 | 1,429 |
| 2.   | CS Arcada Galați | 3  | 2 | 1 | 1 | 3  | 4  | 0,750 | 157 | 149 | 1,054 |
| 3.   | HAOK Mladost     | 0  | 2 | 0 | 2 | 1  | 6  | 0,167 | 114 | 167 | 0,683 |

      Kvalificerade för huvudturneringen.
      Kvalificerade för sextondelsfinal i CEV Cup.

#### Andra omgången

##### Grupp V

###### Resultat
| 10 november 2023 Sportski centar Master, Zemun Speltid: 1:17 - Åskådare: 50  | OK Budva                  | 0 - 3 | CV Guaguas                | 17-25, 18-25, 22-25        |
| 10 november 2023 Sportski centar Master, Zemun Speltid: 1:13 - Åskådare: 250 | OK Partizan               | 0 - 3 | Hypo Tirol Volleyballteam | 14-25, 21-25, 12-25        |
| 11 november 2023 Sportski centar Master, Zemun Speltid: 1:13 - Åskådare: 40  | CV Guaguas                | 3 - 0 | Hypo Tirol Volleyballteam | 25-16, 25-23, 25-19        |
| 11 november 2023 Sportski centar Master, Zemun Speltid: 1:51 - Åskådare: 350 | OK Budva                  | 1 - 3 | OK Partizan               | 21-25, 22-25, 25-18, 22-25 |
| 12 november 2023 Sportski centar Master, Zemun Speltid: 1:07 - Åskådare: 70  | Hypo Tirol Volleyballteam | 3 - 0 | OK Budva                  | 25-20, 25-14, 25-18        |
| 12 november 2023 Sportski centar Master, Zemun Speltid: 1:47 - Åskådare: 200 | CV Guaguas                | 3 - 1 | OK Partizan               | 25-20, 25-23, 23-25, 25-19 |

###### Sluttabell
| Pos. | Lag                       | Pt | G | V | P | VS | FS | Kvot  | VP  | FP  | Kvot  |
| ---- | ------------------------- | -- | - | - | - | -- | -- | ----- | --- | --- | ----- |
| 1.   | CV Guaguas                | 9  | 3 | 3 | 0 | 9  | 1  | 9,000 | 248 | 202 | 1,228 |
| 2.   | Hypo Tirol Volleyballteam | 6  | 3 | 2 | 1 | 6  | 3  | 2,000 | 208 | 174 | 1,195 |
| 3.   | OK Partizan               | 3  | 3 | 1 | 2 | 4  | 7  | 0,571 | 227 | 263 | 0,863 |
| 4.   | OK Budva                  | 0  | 3 | 0 | 3 | 1  | 9  | 0,111 | 199 | 243 | 0,819 |

      Kvalificerade för huvudturneringen.
      Kvalificerade för sextondelsfinal i CEV Cup.

##### Grupp VI

###### Resultat
| 10 november 2023 Sala Sporturilor Dunărea, Galati Speltid: 1:13 - Åskådare: 1 100 | CS Arcada Galați    | 3 - 0 | SK Prometej         | 25-15, 25-21, 25-14        |
| 10 november 2023 Sala Sporturilor Dunărea, Galati Speltid: 1:46 - Åskådare: 120   | Olympiakos SFP      | 3 - 1 | VB Neftochimik 2010 | 25-20, 27-29, 25-17, 26-24 |
| 11 november 2023 Sala Sporturilor Dunărea, Galati Speltid: 1:22 - Åskådare: 1 200 | VB Neftochimik 2010 | 0 - 3 | CS Arcada Galați    | 20-25, 25-27, 16-25        |
| 11 november 2023 Sala Sporturilor Dunărea, Galati Speltid: 1:44 - Åskådare: 120   | SK Prometej         | 1 - 3 | Olympiakos SFP      | 22-25, 25-21, 14-25, 21-25 |
| 12 november 2023 Sala Sporturilor Dunărea, Galati Speltid: 1:34 - Åskådare: 80    | VB Neftochimik 2010 | 1 - 3 | SK Prometej         | 20-25, 17-25, 25-20, 15-25 |
| 12 november 2023 Sala Sporturilor Dunărea, Galati Speltid: 1:43 - Åskådare: 1 500 | CS Arcada Galați    | 1 - 3 | Olympiakos SFP      | 25-22, 18-25, 19-25, 26-28 |

###### Sluttabell
| Pos. | Lag                 | Pt | G | V | P | VS | FS | Kvot  | VP  | FP  | Kvot  |
| ---- | ------------------- | -- | - | - | - | -- | -- | ----- | --- | --- | ----- |
| 1.   | Olympiakos SFP      | 9  | 3 | 3 | 0 | 9  | 3  | 3,000 | 299 | 260 | 1,150 |
| 2.   | CS Arcada Galați    | 6  | 3 | 2 | 1 | 7  | 3  | 2,333 | 240 | 211 | 1,137 |
| 3.   | SK Prometej         | 3  | 3 | 1 | 2 | 4  | 7  | 0,571 | 227 | 248 | 0,915 |
| 4.   | VB Neftochimik 2010 | 0  | 3 | 0 | 3 | 2  | 9  | 0,222 | 228 | 275 | 0,829 |

      Kvalificerade för huvudturneringen.
      Kvalificerade för sextondelsfinal i CEV Cup.

### Gruppspel
Gruppspelet lottades 19 juli 2023 i Luxemburg.
| Grupp A                | Grupp B         | Grupp C                  | Grupp D               | Grupp E          |
| ---------------------- | --------------- | ------------------------ | --------------------- | ---------------- |
| ZAKSA Kędzierzyn-Koźle | Trentino Volley | Berlin Recycling Volleys | KS Jastrzębski Węgiel | AS Volley Lube   |
| Volleyteam Roeselare   | Asseco Resovia  | You Energy Volley        | SVG Lüneburg          | VC Maaseik       |
| Ziraat Bankası SK      | Tours VB        | Halkbank SK              | VK České Budějovice   | VK Lvi Praha     |
| Olympiakos SFP         | OK ACH Volley   | SL Benfica               | CV Guaguas            | CS Arcada Galați |

#### Grupp A

##### Resultat
| 22 november 2023 Hala Azoty, Kędzierzyn-Koźle Speltid: 2:03 - Åskådare: 2 500    | ZAKSA Kędzierzyn-Koźle | 3 - 1 | Olympiakos SFP         | 23-25, 25-20, 28-26, 31-29        |
| 23 november 2023 Tomabelhal, Roeselare Speltid: 2:01 - Åskådare: 1 350           | Volleyteam Roeselare   | 1 - 3 | Ziraat Bankası SK      | 19-25, 25-19, 24-26, 24-26        |
| 29 november 2023 Başkent Voleybol Salonu, Ankara Speltid: 2:13 - Åskådare: 2 786 | Ziraat Bankası SK      | 3 - 2 | ZAKSA Kędzierzyn-Koźle | 26-24, 25-22, 18-25, 19-25, 15-12 |
| 29 november 2023 Melina Merkourī Hall, Rentis Speltid: 1:16 - Åskådare: 800      | Olympiakos SFP         | 0 - 3 | Volleyteam Roeselare   | 19-25, 20-25, 19-25               |
| 13 december 2023 Tomabelhal, Roeselare Speltid: 2:11 - Åskådare: 1 785           | Volleyteam Roeselare   | 2 - 3 | ZAKSA Kędzierzyn-Koźle | 20-25, 25-21, 25-23, 22-25, 10-15 |
| 12 december 2023 Melina Merkourī Hall, Rentis Speltid: 1:40 - Åskådare: 180      | Olympiakos SFP         | 1 - 3 | Ziraat Bankası SK      | 18-25, 25-20, 20-25, 22-25        |
| 19 december 2023 Hala Azoty, Kędzierzyn-Koźle Speltid: 1:23 - Åskådare: 1 900    | ZAKSA Kędzierzyn-Koźle | 0 - 3 | Ziraat Bankası SK      | 21-25, 17-25, 21-25               |
| 20 december 2023 Tomabelhal, Roeselare Speltid: 1:21 - Åskådare: 1 600           | Volleyteam Roeselare   | 0 - 3 | Olympiakos SFP         | 25-27, 21-25, 12-25               |
| 11 januari 2024 Melina Merkourī Hall, Rentis Speltid: 1:23 - Åskådare: 887       | Olympiakos SFP         | 3 - 0 | ZAKSA Kędzierzyn-Koźle | 25-18, 25-19, 25-22               |
| 10 januari 2024 Başkent Voleybol Salonu, Ankara Speltid: 2:08 - Åskådare: 2 721  | Ziraat Bankası SK      | 3 - 2 | Volleyteam Roeselare   | 19-25, 25-21, 13-25, 25-20, 18-16 |
| 17 januari 2024 Hala Azoty, Kędzierzyn-Koźle Speltid: 2:05 - Åskådare: 1 900     | ZAKSA Kędzierzyn-Koźle | 3 - 2 | Volleyteam Roeselare   | 22-25, 19-25, 27-25, 25-16, 15-12 |
| 17 januari 2024 Başkent Voleybol Salonu, Ankara Speltid: 1:21 - Åskådare: 2 806  | Ziraat Bankası SK      | 3 - 0 | Olympiakos SFP         | 25-22, 25-17, 25-18               |

##### Sluttabell
| Pos. | Lag                    | Pt | G | V | P | VS | FS | Kvot  | VP  | FP  | Kvot  |
| ---- | ---------------------- | -- | - | - | - | -- | -- | ----- | --- | --- | ----- |
| 1.   | Ziraat Bankası SK      | 16 | 6 | 6 | 0 | 18 | 6  | 3,000 | 544 | 508 | 1,071 |
| 2.   | ZAKSA Kędzierzyn-Koźle | 8  | 6 | 3 | 3 | 11 | 14 | 0,786 | 550 | 558 | 0,986 |
| 3.   | Olympiakos SFP         | 6  | 6 | 2 | 4 | 8  | 12 | 0,667 | 452 | 469 | 0,964 |
| 4.   | Volleyteam Roeselare   | 6  | 6 | 1 | 5 | 10 | 15 | 0,667 | 537 | 548 | 0,980 |

      Kvalificerade för kvartsfinal.
      Kvalificerade för åttondelsfinal.
      Vidare till kvartsfinal i CEV Cup.

#### Grupp B

##### Resultat
| 23 november 2023 PalaTrento, Trento Speltid: 1:40 - Åskådare: 1 821         | Trentino Volley | 3 - 1 | OK ACH Volley   | 25-15, 20-25, 25-18, 26-24       |
| 23 november 2023 Hala Podpromie, Rzeszów Speltid: 2:01 - Åskådare: 2 600    | Asseco Resovia  | 1 - 3 | Tours VB        | 22-25, 23-25, 25-21, 21-25       |
| 29 november 2023 Salle Robert-Grenon, Tours Speltid: 1:49 - Åskådare: 2 763 | Tours VB        | 1 - 3 | Trentino Volley | 17-25, 22-25, 25-23, 19-25       |
| 29 november 2023 Hala Tivoli, Ljubljana Speltid: 1:29 - Åskådare: 4 154     | OK ACH Volley   | 0 - 3 | Asseco Resovia  | 21-25, 23-25, 21-25              |
| 13 december 2023 Hala Podpromie, Rzeszów Speltid: 1:25 - Åskådare: 4 000    | Asseco Resovia  | 0 - 3 | Trentino Volley | 21-25, 24-26, 20-25              |
| 13 december 2023 Hala Tivoli, Ljubljana Speltid: 2:02 - Åskådare: 3 612     | OK ACH Volley   | 1 - 3 | Tours VB        | 25-22, 23-25, 23-25, 18-25       |
| 21 december 2023 PalaTrento, Trento Speltid: 1:24 - Åskådare: 2 093         | Trentino Volley | 3 - 0 | Tours VB        | 27-25, 25-22, 25-18              |
| 21 december 2023 Hala Podpromie, Rzeszów Speltid: 1:05 - Åskådare: 1 800    | Asseco Resovia  | 3 - 0 | OK ACH Volley   | 25-16, 25-16, 25-19              |
| 10 januari 2024 Hala Tivoli, Ljubljana Speltid: 1:27 - Åskådare: 2 574      | OK ACH Volley   | 0 - 3 | Trentino Volley | 30-32, 16-25, 18-25              |
| 9 januari 2024 Salle Robert-Grenon, Tours Speltid: 1:36 - Åskådare: 2 850   | Tours VB        | 3 - 0 | Asseco Resovia  | 25-22, 25-18, 27-25              |
| 17 januari 2024 PalaTrento, Trento Speltid: 2:11 - Åskådare: 2 094          | Trentino Volley | 2 - 3 | Asseco Resovia  | 25-20, 23-25, 20-25, 25-20, 9-15 |
| 17 januari 2024 Salle Robert-Grenon, Tours Speltid: 1:22 - Åskådare: 3 100  | Tours VB        | 3 - 0 | OK ACH Volley   | 25-21, 25-19, 25-22              |

##### Sluttabell
| Pos. | Lag             | Pt | G | V | P | VS | FS | Kvot  | VP  | FP  | Kvot  |
| ---- | --------------- | -- | - | - | - | -- | -- | ----- | --- | --- | ----- |
| 1.   | Trentino Volley | 16 | 6 | 5 | 1 | 17 | 5  | 3,400 | 531 | 464 | 1,144 |
| 2.   | Tours VB        | 12 | 6 | 4 | 2 | 13 | 8  | 1,625 | 493 | 482 | 1,023 |
| 3.   | Asseco Resovia  | 8  | 6 | 3 | 3 | 10 | 11 | 0,909 | 476 | 467 | 1,019 |
| 4.   | OK ACH Volley   | 0  | 6 | 0 | 6 | 2  | 18 | 0,111 | 413 | 500 | 0,826 |

      Kvalificerade för kvartsfinal.
      Kvalificerade för åttondelsfinal.
      Vidare till kvartsfinal i CEV Cup.

#### Grupp C

##### Resultat
| 23 november 2023 Max-Schmeling-Halle, Berlin Speltid: 1:29 - Åskådare: 5 167     | Berlin Recycling Volleys | 3 - 0 | SL Benfica               | 27-25, 25-19, 25-21               |
| 22 november 2023 PalaBanca, Piacenza Speltid: 1:53 - Åskådare: 1 960             | You Energy Volley        | 1 - 3 | Halkbank SK              | 19-25, 18-25, 25-19, 21-25        |
| 29 november 2023 Başkent Voleybol Salonu, Ankara Speltid: 2:19 - Åskådare: 2 900 | Halkbank SK              | 3 - 2 | Berlin Recycling Volleys | 19-25, 25-21, 19-25, 29-27, 15-10 |
| 30 november 2023 Pavilhão da Luz N 1, Lissabon Speltid: 2:08 - Åskådare: 1 750   | SL Benfica               | 1 - 3 | You Energy Volley        | 21-25, 23-25, 25-22, 23-25        |
| 13 december 2023 PalaBanca, Piacenza Speltid: 1:48 - Åskådare: 1 695             | You Energy Volley        | 3 - 1 | Berlin Recycling Volleys | 25-23, 25-22, 22-25, 25-19        |
| 17 januari 2024 Pavilhão da Luz N 2, Lissabon Speltid: 1:55 - Åskådare: 1 140    | SL Benfica               | 2 - 3 | Halkbank SK              | 21-25, 25-19, 25-18, 18-25, 13-15 |
| 20 december 2023 Max-Schmeling-Halle, Berlin Speltid: 1:29 - Åskådare: 6 567     | Berlin Recycling Volleys | 3 - 0 | Halkbank SK              | 25-22, 25-23, 25-22               |
| 20 december 2023 PalaBanca, Piacenza Speltid: 1:42 - Åskådare: 1 675             | You Energy Volley        | 3 - 0 | SL Benfica               | 30-28, 25-21, 28-26               |
| 10 januari 2024 Pavilhão da Luz N 2, Lissabon Speltid: 1:53 - Åskådare: 1 104    | SL Benfica               | 1 - 3 | Berlin Recycling Volleys | 22-25, 22-25, 25-22, 24-26        |
| 10 januari 2024 Başkent Voleybol Salonu, Ankara Speltid: 1:25 - Åskådare: 2 500  | Halkbank SK              | 0 - 3 | You Energy Volley        | 19-25, 23-25, 19-25               |
| 17 januari 2024 Max-Schmeling-Halle, Berlin Speltid: 1:19 - Åskådare: 5 621      | Berlin Recycling Volleys | 0 - 3 | You Energy Volley        | 15-25, 23-25, 19-25               |
| 14 december 2023 Başkent Voleybol Salonu, Ankara Speltid: 1:10 - Åskådare: 2 550 | Halkbank SK              | 3 - 0 | SL Benfica               | 25-17, 25-23, 25-16               |

##### Sluttabell
| Pos. | Lag                      | Pt | G | V | P | VS | FS | Kvot  | VP  | FP  | Kvot  |
| ---- | ------------------------ | -- | - | - | - | -- | -- | ----- | --- | --- | ----- |
| 1.   | You Energy Volley        | 15 | 6 | 5 | 1 | 16 | 5  | 3,200 | 510 | 468 | 1,090 |
| 2.   | Halkbank SK              | 10 | 6 | 4 | 2 | 12 | 11 | 1,091 | 506 | 499 | 1,014 |
| 3.   | Berlin Recycling Volleys | 10 | 6 | 3 | 3 | 12 | 10 | 1,200 | 504 | 504 | 1,000 |
| 4.   | SL Benfica               | 1  | 6 | 0 | 6 | 4  | 18 | 0,222 | 483 | 532 | 0,908 |

      Kvalificerade för kvartsfinal.
      Kvalificerade för åttondelsfinal.

#### Grupp D

##### Resultat
| 22 november 2023 Hala Sportowa, Jastrzębie-Zdrój Speltid: 1:27 - Åskådare: 2 100       | KS Jastrzębski Węgiel | 3 - 0 | CV Guaguas            | 30-28, 25-16, 26-24               |
| 22 november 2023 LKH Arena, Lüneburg Speltid: 1:27 - Åskådare: 1 856                   | SVG Lüneburg          | 3 - 0 | VK České Budějovice   | 26-24, 25-20, 25-15               |
| 28 november 2023 Sportovní Hala, České Budějovice Speltid: 1:30 - Åskådare: 1 540      | VK České Budějovice   | 0 - 3 | KS Jastrzębski Węgiel | 19-25, 27-29, 26-28               |
| 29 november 2023 Centro Insular de Deportes, Las Palmas Speltid: 1:53 - Åskådare: 900  | CV Guaguas            | 1 - 3 | SVG Lüneburg          | 20-25, 23-25, 25-21, 20-25        |
| 13 december 2023 LKH Arena, Lüneburg Speltid: 1:34 - Åskådare: 3 000                   | SVG Lüneburg          | 1 - 3 | KS Jastrzębski Węgiel | 25-23, 21-25, 15-25, 13-25        |
| 13 december 2023 Centro Insular de Deportes, Las Palmas Speltid: 1:50 - Åskådare: 980  | CV Guaguas            | 3 - 1 | VK České Budějovice   | 25-17, 24-26, 25-16, 25-21        |
| 20 december 2023 Hala Sportowa, Jastrzębie-Zdrój Speltid: 1:37 - Åskådare: 1 692       | KS Jastrzębski Węgiel | 3 - 1 | VK České Budějovice   | 21-25, 25-17, 25-17, 25-17        |
| 20 december 2023 LKH Arena, Lüneburg Speltid: 1:13 - Åskådare: 2 045                   | SVG Lüneburg          | 0 - 3 | CV Guaguas            | 20-25, 21-25, 16-25               |
| 11 januari 2024 Centro Insular de Deportes, Las Palmas Speltid: 1:48 - Åskådare: 2 000 | CV Guaguas            | 3 - 1 | KS Jastrzębski Węgiel | 25-23, 19-25, 25-22, 25-15        |
| 9 januari 2024 Sportovní Hala, České Budějovice Speltid: 1:22 - Åskådare: 1 068        | VK České Budějovice   | 3 - 0 | SVG Lüneburg          | 25-16, 25-19, 25-23               |
| 17 januari 2024 Hala Sportowa, Jastrzębie-Zdrój Speltid: 1:09 - Åskådare: 1 822        | KS Jastrzębski Węgiel | 3 - 0 | SVG Lüneburg          | 25-17, 25-16, 25-19               |
| 17 januari 2024 Sportovní Hala, České Budějovice Speltid: 2:15 - Åskådare: 1 630       | VK České Budějovice   | 3 - 2 | CV Guaguas            | 25-23, 18-25, 20-25, 25-23, 15-12 |

##### Sluttabell
| Pos. | Lag                   | Pt | G | V | P | VS | FS | Kvot  | VP  | FP  | Kvot  |
| ---- | --------------------- | -- | - | - | - | -- | -- | ----- | --- | --- | ----- |
| 1.   | KS Jastrzębski Węgiel | 15 | 6 | 5 | 1 | 16 | 5  | 3,200 | 517 | 436 | 1,186 |
| 2.   | CV Guaguas            | 10 | 6 | 3 | 3 | 12 | 11 | 1,091 | 532 | 502 | 1,060 |
| 3.   | SVG Lüneburg          | 6  | 6 | 2 | 4 | 7  | 13 | 0,538 | 413 | 470 | 0,879 |
| 4.   | VK České Budějovice   | 5  | 6 | 2 | 4 | 8  | 14 | 0,571 | 465 | 519 | 0,896 |

      Kvalificerade för kvartsfinal.
      Kvalificerade för åttondelsfinal.
      Vidare till kvartsfinal i CEV Cup.

#### Grupp E

##### Resultat
| 22 november 2023 PalaCivitanova, Civitanova Marche Speltid: 1:16 - Åskådare: 1 574 | AS Volley Lube   | 3 - 0 | CS Arcada Galați | 25-17, 25-19, 25-23               |
| 22 november 2023 Steengoed Arena, Maaseik Speltid: 1:37 - Åskådare: 1 050          | VC Maaseik       | 0 - 3 | VK Lvi Praha     | 22-25, 24-26, 22-25               |
| 30 november 2023 Aréna Sparta, Prag Speltid: 1:25 - Åskådare: 1 950                | VK Lvi Praha     | 0 - 3 | AS Volley Lube   | 22-25, 17-25, 23-25               |
| 29 november 2023 Sala Sporturilor Dunărea, Galati Speltid: 2:06 - Åskådare: 1 500  | CS Arcada Galați | 1 - 3 | VC Maaseik       | 20-25, 25-23, 17-25, 23-25        |
| 12 december 2023 Steengoed Arena, Maaseik Speltid: 1:31 - Åskådare: 1 157          | VC Maaseik       | 0 - 3 | AS Volley Lube   | 22-25, 25-27, 24-26               |
| 14 december 2023 Sala Sporturilor Dunărea, Galati Speltid: 2:16 - Åskådare: 1 050  | CS Arcada Galați | 3 - 2 | VK Lvi Praha     | 25-15, 23-25, 19-25, 25-21, 15-11 |
| 21 december 2023 PalaCivitanova, Civitanova Marche Speltid: 1:26 - Åskådare: 1 627 | AS Volley Lube   | 3 - 0 | VK Lvi Praha     | 25-20, 25-23, 25-23               |
| 21 december 2023 Steengoed Arena, Maaseik Speltid: 2:00 - Åskådare: 1 100          | VC Maaseik       | 3 - 1 | CS Arcada Galați | 25-23, 23-25, 25-23, 25-14        |
| 9 januari 2024 Sala Sporturilor Dunărea, Galati Speltid: 2:03 - Åskådare: 1 300    | CS Arcada Galați | 3 - 2 | AS Volley Lube   | 21-25, 25-23, 25-20, 16-25, 15-10 |
| 11 januari 2024 Aréna Sparta, Prag Speltid: 1:56 - Åskådare: 1 180                 | VK Lvi Praha     | 3 - 1 | VC Maaseik       | 22-25, 25-17, 25-23, 25-13        |
| 17 januari 2024 PalaCivitanova, Civitanova Marche Speltid: 1:13 - Åskådare: 1 534  | AS Volley Lube   | 3 - 0 | VC Maaseik       | 25-18, 25-15, 25-19               |
| 17 januari 2024 Aréna Sparta, Prag Speltid: 1:27 - Åskådare: 1 150                 | VK Lvi Praha     | 3 - 0 | CS Arcada Galați | 25-23, 25-23, 25-15               |

##### Sluttabell
| Pos. | Lag              | Pt | G | V | P | VS | FS | Kvot  | VP  | FP  | Kvot  |
| ---- | ---------------- | -- | - | - | - | -- | -- | ----- | --- | --- | ----- |
| 1.   | AS Volley Lube   | 16 | 6 | 5 | 1 | 17 | 3  | 5,667 | 481 | 412 | 1,167 |
| 2.   | VK Lvi Praha     | 10 | 6 | 3 | 3 | 11 | 10 | 1,100 | 473 | 464 | 1,019 |
| 3.   | VC Maaseik       | 6  | 6 | 2 | 4 | 7  | 14 | 0,500 | 465 | 496 | 0,938 |
| 4.   | CS Arcada Galați | 4  | 6 | 2 | 4 | 8  | 16 | 0,500 | 499 | 546 | 0,914 |

      Kvalificerade för kvartsfinal.
      Kvalificerade för åttondelsfinal.
      Vidare till kvartsfinal i CEV Cup.

#### Samlad sluttabell
| Pos. | Lag                      | Pt | G | V | P | VS | FS | Kvot  | VP  | FP  | Kvot  |
| ---- | ------------------------ | -- | - | - | - | -- | -- | ----- | --- | --- | ----- |
| 1A.  | Ziraat Bankası SK        | 16 | 6 | 6 | 0 | 18 | 6  | 3,000 | 544 | 508 | 1,071 |
| 1E.  | AS Volley Lube           | 16 | 6 | 5 | 1 | 17 | 3  | 5,667 | 481 | 412 | 1,167 |
| 1B.  | Trentino Volley          | 16 | 6 | 5 | 1 | 17 | 5  | 3,400 | 531 | 464 | 1,144 |
| 1D.  | KS Jastrzębski Węgiel    | 15 | 6 | 5 | 1 | 16 | 5  | 3,200 | 517 | 436 | 1,186 |
| 1C.  | You Energy Volley        | 15 | 6 | 5 | 1 | 16 | 5  | 3,200 | 510 | 468 | 1,090 |
|      |                          |    |   |   |   |    |    |       |     |     |       |
| 2B.  | Tours VB                 | 12 | 6 | 4 | 2 | 13 | 8  | 1,625 | 493 | 482 | 1,023 |
| 2C.  | Halkbank SK              | 10 | 6 | 4 | 2 | 12 | 11 | 1,091 | 506 | 499 | 1,014 |
| 2E.  | VK Lvi Praha             | 10 | 6 | 3 | 3 | 11 | 10 | 1,100 | 473 | 464 | 1,019 |
| 2D.  | CV Guaguas               | 10 | 6 | 3 | 3 | 12 | 11 | 1,091 | 532 | 502 | 1,060 |
| 2A.  | ZAKSA Kędzierzyn-Koźle   | 8  | 6 | 3 | 3 | 11 | 14 | 0,786 | 550 | 558 | 0,986 |
|      |                          |    |   |   |   |    |    |       |     |     |       |
| 3C.  | Berlin Recycling Volleys | 10 | 6 | 3 | 3 | 12 | 10 | 1,200 | 504 | 504 | 1,000 |
| 3B.  | Asseco Resovia           | 8  | 6 | 3 | 3 | 10 | 11 | 0,909 | 476 | 467 | 1,019 |
| 3A.  | Olympiakos SFP           | 6  | 6 | 2 | 4 | 8  | 12 | 0,667 | 452 | 469 | 0,964 |
| 3D.  | SVG Lüneburg             | 6  | 6 | 2 | 4 | 7  | 13 | 0,538 | 413 | 470 | 0,879 |
| 3E.  | VC Maaseik               | 6  | 6 | 2 | 4 | 7  | 14 | 0,500 | 465 | 496 | 0,938 |
|      |                          |    |   |   |   |    |    |       |     |     |       |
| 4D.  | VK České Budějovice      | 5  | 6 | 2 | 4 | 8  | 14 | 0,571 | 465 | 519 | 0,896 |
| 4E.  | CS Arcada Galați         | 4  | 6 | 2 | 4 | 8  | 16 | 0,500 | 499 | 546 | 0,914 |
| 4A.  | Volleyteam Roeselare     | 6  | 6 | 1 | 5 | 10 | 15 | 0,667 | 537 | 548 | 0,980 |
| 4C.  | SL Benfica               | 1  | 6 | 0 | 6 | 4  | 18 | 0,222 | 483 | 532 | 0,908 |
| 4B.  | OK ACH Volley            | 0  | 6 | 0 | 6 | 2  | 18 | 0,111 | 413 | 500 | 0,826 |

      Kvalificerade för kvartsfinal.
      Kvalificerade för åttondelsfinal.
      Vidare till kvartsfinal i CEV Cup.

### Slutspel

#### Spelschema
|  | Åttondelsfinaler | Åttondelsfinaler         | Åttondelsfinaler | Åttondelsfinaler |  |  | Kvartsfinaler | Kvartsfinaler            | Kvartsfinaler | Kvartsfinaler     |   |   | Semifinaler | Semifinaler           | Semifinaler | Semifinaler           |   |  | Final | Final | Final |  |
|  |                  |                          |                  |                  |  |  |               |                          |               |                   |   |   |             |                       |             |                       |   |  |       |       |       |  |
|  | 3C               | Berlin Recycling Volleys | 3                | 3                |  |  |               |                          |               |                   |   |   |             |                       |             |                       |   |  |       |       |       |  |
|  | 2B               | Tours VB                 | 1                | 0                |  |  | 3C            | Berlin Recycling Volleys | 0             | 0                 |   |   |             |                       |             |                       |   |  |       |       |       |  |
|  |                  |                          |                  |                  |  |  | 1D            | Trentino Volley          | 3             | 3                 |   |   |             |                       |             |                       |   |  |       |       |       |  |
|  |                  |                          |                  |                  |  |  |               |                          |               |                   |   |   | 1D          | Trentino Volley       | 3           | 2                     |   |  |       |       |       |  |
|  | 2A               | ZAKSA Kędzierzyn-Koźle   | 3                | 0                |  |  |               |                          | 1B            | AS Volley Lube    | 1 | 3 |             |                       |             |                       |   |  |       |       |       |  |
|  | 2C               | Halkbank SK              | 2                | 3                |  |  | 2C            | Halkbank SK              | 1             | 1                 |   |   |             |                       |             |                       |   |  |       |       |       |  |
|  |                  |                          |                  |                  |  |  | 1B            | AS Volley Lube           | 3             | 3                 |   |   |             |                       |             |                       |   |  |       |       |       |  |
|  |                  |                          |                  |                  |  |  |               |                          |               |                   |   |   | 1D          | Trentino Volley       | 3           |                       |   |  |       |       |       |  |
|  |                  |                          |                  |                  |  |  |               |                          |               |                   |   |   |             |                       | 1A          | KS Jastrzębski Węgiel | 0 |  |       |       |       |  |
|  |                  |                          |                  |                  |  |  | 1E            | You Energy Volley        | 3             | 0                 |   |   |             |                       |             |                       |   |  |       |       |       |  |
|  |                  |                          |                  |                  |  |  | 1A            | KS Jastrzębski Węgiel    | 2             | 3                 |   |   |             |                       |             |                       |   |  |       |       |       |  |
|  |                  |                          |                  |                  |  |  |               |                          |               |                   |   |   | 1A          | KS Jastrzębski Węgiel | 3           | 3                     |   |  |       |       |       |  |
|  | 2D               | CV Guaguas               | 3                | 115              |  |  |               |                          | 1C            | Ziraat Bankası SK | 0 | 2 |             |                       |             |                       |   |  |       |       |       |  |
|  | 2E               | VK Lvi Praha             | 0                | 38               |  |  | 2D            | CV Guaguas               | 1             | 37                |   |   |             |                       |             |                       |   |  |       |       |       |  |
|  |                  |                          |                  |                  |  |  | 1C            | Ziraat Bankası SK        | 3             | 015               |   |   |             |                       |             |                       |   |  |       |       |       |  |

#### Resultat

##### Åttondelsfinaler

###### Match 1
| 31 januari 2024 Max-Schmeling-Halle, Berlin Speltid: 1:51 - Åskådare: 4 387            | Berlin Recycling Volleys | 3 - 1 | Tours VB     | 25-17, 20-25, 25-13, 25-22        |
| 31 januari 2024 Hala Azoty, Kędzierzyn-Koźle Speltid: 2:29 - Åskådare: 2 574           | ZAKSA Kędzierzyn-Koźle   | 3 - 2 | Halkbank SK  | 21-25, 25-22, 25-21, 16-25, 15-12 |
| 30 januari 2024 Centro Insular de Deportes, Las Palmas Speltid: 1:35 - Åskådare: 2 250 | CV Guaguas               | 3 - 0 | VK Lvi Praha | 25-23, 25-23, 26-24               |

###### Match 2
| 8 februari 2024 Salle Robert-Grenon, Tours Speltid: 1:23 - Åskådare: 3 250      | Tours VB     | 0 - 3 | Berlin Recycling Volleys | 22-25, 18-25, 22-25                         |
| 7 februari 2024 Başkent Voleybol Salonu, Ankara Speltid: 1:55 - Åskådare: 3 500 | Halkbank SK  | 3 - 0 | ZAKSA Kędzierzyn-Koźle   | 32-30, 25-21, 25-22                         |
| 7 februari 2024 Aréna Sparta, Prag Speltid: 2:23 - Åskådare: 2 150              | VK Lvi Praha | 3 - 1 | CV Guaguas               | 25-21, 25-21, 22-25, 25-22 Golden set: 8-15 |

##### Kvartsfinaler

###### Match 1
| 21 februari 2024 Max-Schmeling-Halle, Berlin Speltid: 1:10 - Åskådare: 6 847            | Berlin Recycling Volleys | 0 - 3 | Trentino Volley       | 18-25, 17-25, 17-25               |
| 21 februari 2024 Başkent Voleybol Salonu, Ankara Speltid: 1:46 - Åskådare: 4 200        | Halkbank SK              | 1 - 3 | AS Volley Lube        | 21-25, 21-25, 27-25, 22-25        |
| 21 februari 2024 PalaBanca, Piacenza Speltid: 2:23 - Åskådare: 2 033                    | You Energy Volley        | 3 - 2 | KS Jastrzębski Węgiel | 19-25, 30-28, 25-16, 22-25, 15-11 |
| 22 februari 2024 Centro Insular de Deportes, Las Palmas Speltid: 2:07 - Åskådare: 3 200 | CV Guaguas               | 1 - 3 | Ziraat Bankası SK     | 25-17, 23-25, 21-25, 23-25        |

###### Match 2
| 29 februari 2024 PalaTrento, Trento Speltid: 1:17 - Åskådare: 2 736                | Trentino Volley       | 3 - 0 | Berlin Recycling Volleys | 25-19, 25-20, 25-22                  |
| 28 februari 2024 PalaCivitanova, Civitanova Marche Speltid: 1:47 - Åskådare: 3 291 | AS Volley Lube        | 3 - 1 | Halkbank SK              | 25-23, 20-25, 25-15, 25-23           |
| 28 februari 2024 Hala Sportowa, Jastrzębie-Zdrój Speltid: 1:21 - Åskådare: 3 000   | KS Jastrzębski Węgiel | 3 - 0 | You Energy Volley        | 25-22, 26-24, 25-21                  |
| 28 februari 2024 Başkent Voleybol Salonu, Ankara Speltid: 1:35 - Åskådare: 4 572   | Ziraat Bankası SK     | 0 - 3 | CV Guaguas               | 17-25, 21-25, 18-25 Golden set: 15-7 |

##### Semifinaler

###### Match 1
| 13 mars 2024 PalaTrento, Trento Speltid: 1:49 - Åskådare: 3 535              | Trentino Volley       | 3 - 1 | AS Volley Lube    | 25-17, 16-25, 25-18, 25-23 |
| 13 mars 2024 Hala Sportowa, Jastrzębie-Zdrój Speltid: 1:17 - Åskådare: 3 002 | KS Jastrzębski Węgiel | 3 - 0 | Ziraat Bankası SK | 25-13, 25-18, 30-28        |

###### Match 2
| 21 mars 2024 PalaCivitanova, Civitanova Marche Speltid: 2:03 - Åskådare: 3 986 | AS Volley Lube    | 3 - 2 | Trentino Volley       | 26-24, 20-25, 22-25, 25-18, 15-9 |
| 20 mars 2024 Başkent Voleybol Salonu, Ankara Speltid: 2:15 - Åskådare: 2 764   | Ziraat Bankası SK | 2 - 3 | KS Jastrzębski Węgiel | 32-34, 25-27, 25-16, 25-21, 7-15 |

##### Final
| 5 maj 2024 Antalya Spor Salonu, Antalya Speltid: 1:23 - Åskådare: 8 500 | Trentino Volley | 3 - 0 | KS Jastrzębski Węgiel | 25-20, 25-22, 25-21 |

## Statistik
| Vunna poäng | Vunna poäng            | Vunna poäng | Vunna poäng            |
| Pos.        | Namn                   | Poäng       | Lag                    |
| ----------- | ---------------------- | ----------- | ---------------------- |
| 1           | Francisco de Souza     | 214         | CV Guaguas             |
| 2           | Nicolás Bruno          | 208         | CV Guaguas             |
| 3           | Paolo Zonca            | 204         | CV Guaguas             |
| 4           | Nimir Abdel-Aziz       | 198         | Halkbank SK            |
| 5           | Kamil Rychlicki        | 167         | Trentino Volley        |
| 5           | Wouter ter Maat        | 167         | Ziraat Bankası SK      |
| 7           | Adis Lagumdžija        | 161         | AS Volley Lube         |
| 7           | Alessandro Michieletto | 161         | Trentino Volley        |
| 9           | Tomasz Fornal          | 158         | KS Jastrzębski Węgiel  |
| 10          | Łukasz Kaczmarek       | 148         | ZAKSA Kędzierzyn-Koźle |

| Vunna attacker | Vunna attacker     | Vunna attacker | Vunna attacker           |
| Pos.           | Namn               | Poäng          | Lag                      |
| -------------- | ------------------ | -------------- | ------------------------ |
| 1              | Francisco de Souza | 188            | CV Guaguas               |
| 2              | Nicolás Bruno      | 183            | CV Guaguas               |
| 3              | Nimir Abdel-Aziz   | 159            | Halkbank SK              |
| 4              | Paolo Zonca        | 152            | CV Guaguas               |
| 5              | Kamil Rychlicki    | 140            | Trentino Volley          |
| 5              | Wouter ter Maat    | 140            | Ziraat Bankası SK        |
| 7              | Adis Lagumdžija    | 131            | AS Volley Lube           |
| 8              | Marek Šotola       | 129            | Berlin Recycling Volleys |
| 9              | Tomasz Fornal      | 124            | KS Jastrzębski Węgiel    |
| 10             | Łukasz Kaczmarek   | 122            | ZAKSA Kędzierzyn-Koźle   |

| Vunna block | Vunna block            | Vunna block | Vunna block       |
| Pos.        | Namn                   | Poäng       | Lag               |
| ----------- | ---------------------- | ----------- | ----------------- |
| 1           | Andrei Butnaru         | 40          | CS Arcada Galați  |
| 2           | Graham Vigrass         | 29          | CV Guaguas        |
| 3           | Bedirhan Bülbül        | 27          | Ziraat Bankası SK |
| 4           | Mitar Đurić            | 24          | Olympiakos SFP    |
| 4           | Marko Matić            | 24          | Halkbank SK       |
| 4           | Paolo Zonca            | 24          | CV Guaguas        |
| 7           | Alessandro Michieletto | 22          | Trentino Volley   |
| 7           | Marko Podraščanin      | 22          | Trentino Volley   |
| 9           | Faik Güneş             | 21          | Ziraat Bankası SK |
| 9           | Jan Kozamernik         | 21          | Trentino Volley   |

| Serveess | Serveess               | Serveess | Serveess               |
| Pos.     | Namn                   | Poäng    | Lag                    |
| -------- | ---------------------- | -------- | ---------------------- |
| 1        | Paolo Zonca            | 28       | CV Guaguas             |
| 2        | Nimir Abdel-Aziz       | 25       | Halkbank SK            |
| 3        | Seppe Rotty            | 20       | Volleyteam Roeselare   |
| 4        | Alessandro Michieletto | 19       | Trentino Volley        |
| 5        | Adis Lagumdžija        | 18       | AS Volley Lube         |
| 5        | Fynnian McCarthy       | 18       | VK Lvi Praha           |
| 7        | Tomasz Fornal          | 16       | KS Jastrzębski Węgiel  |
| 7        | Kamil Rychlicki        | 16       | Trentino Volley        |
| 9        | Nicolás Bruno          | 15       | CV Guaguas             |
| 9        | Roland Gergye          | 15       | CS Arcada Galați       |
| 9        | Łukasz Kaczmarek       | 15       | ZAKSA Kędzierzyn-Koźle |
| 9        | Daniele Lavia          | 15       | Trentino Volley        |